# Sierra d'Atapuerca
Le site préhistorique de la sierra d'Atapuerca représente un ensemble de gisements très importants pour la connaissance de la Préhistoire ancienne en Europe. Situés sur la commune d'Atapuerca, près de Burgos, dans le nord de l'Espagne, ces gisements paléolithiques ont livré de nombreux fossiles de restes humains. Les études de datation permettent notamment de faire remonter la présence de l'Homme en Europe de l'Ouest à plus d'un million d'années.  

## Historique
Le site fut révélé lors de la construction d'une tranchée (Trinchera del Ferrocarril) pour la construction d'une voie de chemin de fer reliant Burgos à des mines de charbon. Les découvertes se limitèrent alors à du matériel daté de l'Âge du bronze et à des peintures rupestres.
L'histoire des recherches à Atapuerca commence en 1976, quand l'ingénieur des mines Trino Torres et l'anthropologue Emiliano Aguirre trouvent dans la montagne des fossiles d'ours préhistoriques, ainsi que plusieurs fossiles humains. Les fouilles commencent en 1978 dans deux des trois gisements principaux, Gran Dolina et Sima de los Huesos.

## Sima de los Huesos
La Sima de los Huesos a révélé en 1976 le potentiel archéologique de la sierra d'Atapuerca avec la découverte d'une mandibule humaine archaïque complète sous une couche lithostratigraphique contenant des ours de Deninger, ancêtres des ours des cavernes. C'est un aven constitué d'une petite chambre et d'une rampe au plafond bas, à la base d'un puits de 14 m de profondeur. Sous leur surface les fouilles ont livré une grande quantité de fossiles appartenant à au moins 28 individus, soit l'un des plus grands rassemblements de restes humains de tout le registre fossile. Ils ont d'abord été attribués par leurs découvreurs à l'espèce Homo heidelbergensis avant d'être récemment reclassés en Protonéandertaliens,. Ils sont datés d'environ 430 000 ans. Il semble que leur concentration ne soit pas naturelle, mais due à la première manifestation d'un acte rituel connue chez l'homme : les corps des morts auraient été jetés du haut du puits, et un biface dont la qualité exceptionnelle lui aurait valu le surnom d'Excalibur, en référence à l'épée magique du roi Arthur, aurait servi d'offrande funéraire,. La qualité exceptionnelle de conservation des ossements a permis d'en extraire de l'ADN, faisant d'eux en 2013 puis 2016 les plus anciens ADN mitochondriaux, puis nucléaires, humains, jamais analysés. Ces analyses ont permis de reconstruire l'arbre phylogénétique des Néandertaliens, des Dénisoviens et de l'Homme moderne, et d'estimer l'âge du dernier ancêtre commun entre les hommes archaïques et modernes entre 550 000 et 760 000 ans,.

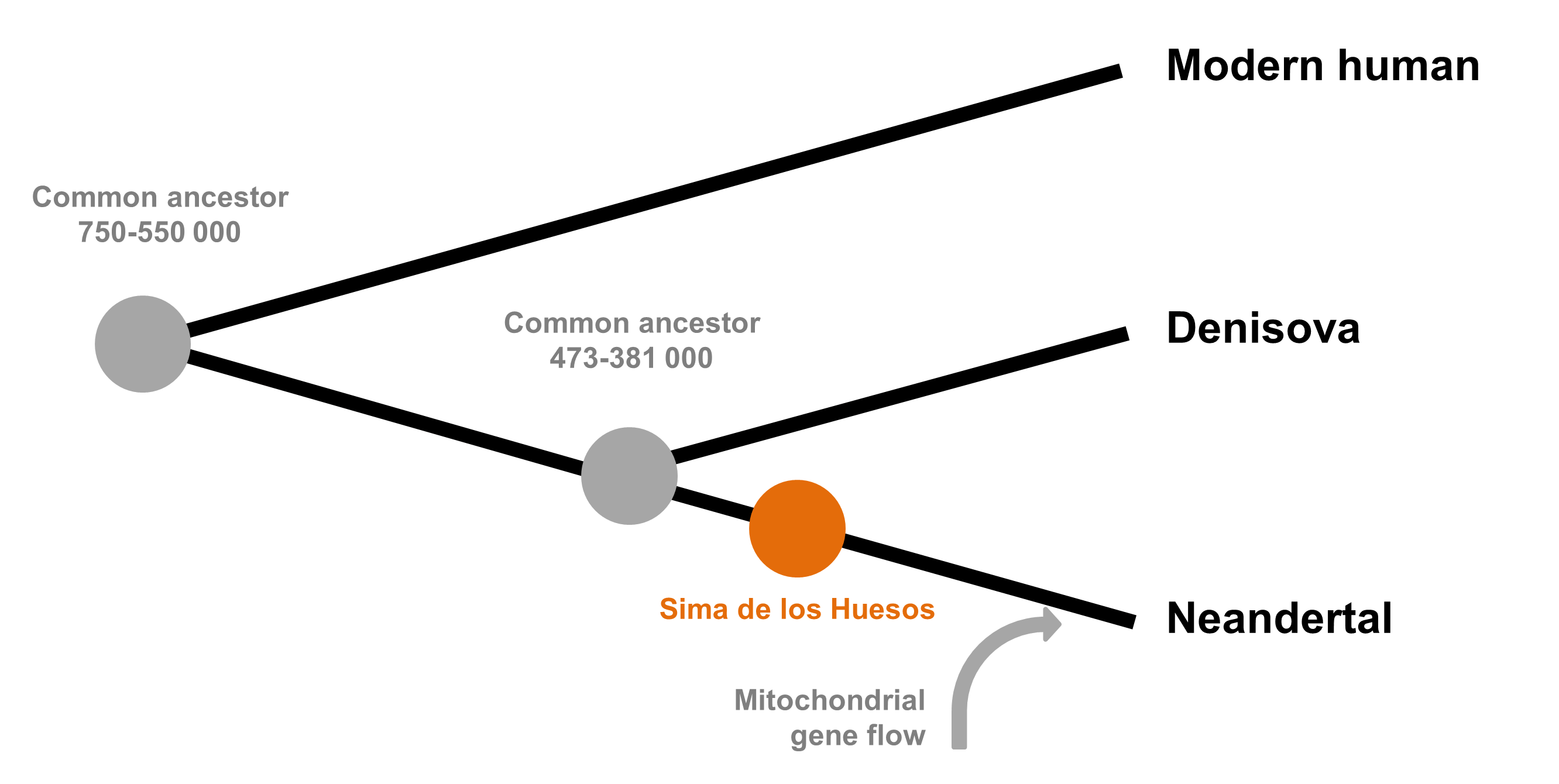
Hypothèse de reconstruction des différentes lignées humaines récentes d'après l'ADN nucléaire trouvé dans des fossiles de la Sima de los Huesos,.

## Gran Dolina
Le gisement de Gran Dolina, dont la séquence est puissante de 18 mètres, a livré des vestiges dont l'âge est compris entre 1 million d'années et 100 000 ans avant le présent. En 1994, les paléontologues découvrent dans la strate TD6 (rebaptisée «Aurora stratum») des ossements d'environ six individus associés à un matériel lithique archaïque (couteaux et éclats en silex, éclats en calcaire et quartzite). Ces outils seront datés par résonance paramagnétique électronique et par paléomagnétisme à plus de 800 000 ans. La première datation directe d'un fossile par la méthode ESR est publiée en 2018, elle donne un âge entre 624 to 949 ka, la magnétostratigraphie réduit la fourchette entre 772 and 949 ka. Les spécificités de ces ossements conduisent Eudald Carbonell à définir une nouvelle espèce humaine, Homo antecessor.
Par la suite de nouvelles découvertes permettront de porter à onze individus le nombre d'Homo antecessor retrouvés dans ce gisement.

## Sima del Elefante

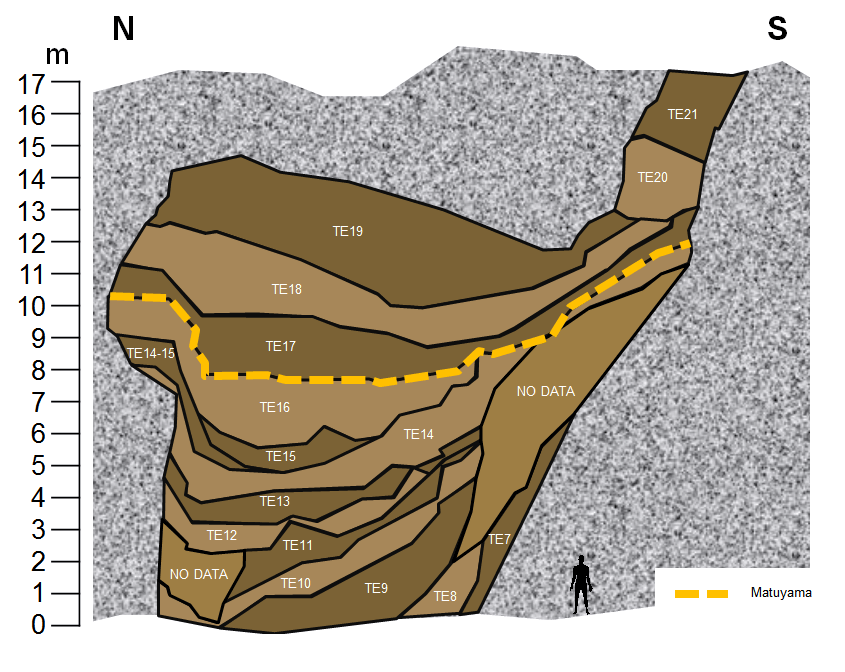
Séquence stratigraphique de la Sima del Elefante ou Trinchera del Elefante (TE).

La Sima del Elefante, aussi désignée par le terme de Trinchera del Elefante (TE) à cause de son emplacement dans la Trinchera del Ferrocarril, est un ancien aven de 18 m de haut qui s'est progressivement rempli de sédiments, lui donnant un rôle de piège à fossiles. On distingue ainsi sur plus d'un million d'années un enregistrement continu de microfossiles, de restes de la flore et de la faune locales, notamment la fameuse mégafaune du Pléistocène. Elle a enfin été découpée au XIXe siècle par le creusement de la tranchée d'un chemin de fer (Trinchera del Ferrocarril) qui a presque entièrement porté à affleurement sa stratigraphie. Les recherches y ont débuté en 1992 et les fouilles de l'affleurement sont systématiques depuis 1996. On y a découvert en 2007 une phalange et une mandibule humaines dans le niveau TE9, âgé d'au moins 1,22 Ma. Des os d'herbivores qui ont été travaillés et une centaine d'outils de pierre de mode 1 ou oldowayens les accompagnent. L'un d'entre eux se trouve même dans le niveau précédent, suggérant une présence encore plus reculée dans le temps. C'étaient les plus anciennes traces fossiles connues de l'Homme en Europe de l'ouest jusqu'à la publication en 2013 de la découverte d'une dent de 1,4 Ma à Orce en Andalousie,. Par la suite, la découverte en 2022 (publiée en 2025) d'un fragment d'os de crâne dans le niveau TE7 de la Sima, dans une strate estimée entre 1,1 et 1,4 million d'années rebat à nouveau les cartes,. Le fossile d'hominidé (ATE7-1) a été surnommé « Pink », en référence à l'album "Dark Side of the Moon" des Pink Floyd. Les études des ossements ont duré trois ans. Initialement, les chercheurs pensaient qu'il s'agissait d'un Homo antecessor, mais ils ont finalement conclu que la face robuste et saillante du fossile le rapprochait davantage de l'Homo erectus. Cependant, comme toutes les caractéristiques ne correspondaient pas parfaitement, ils l'ont classé comme Homo affinis erectus (affinis signifiant voisin car voisin d'erectus). L'usure prononcée des molaires suggère que les ossements appartiennent à un adulte et une future étude paléoprotéomique pourrait déterminer le sexe de l'individu et confirmer son âge.

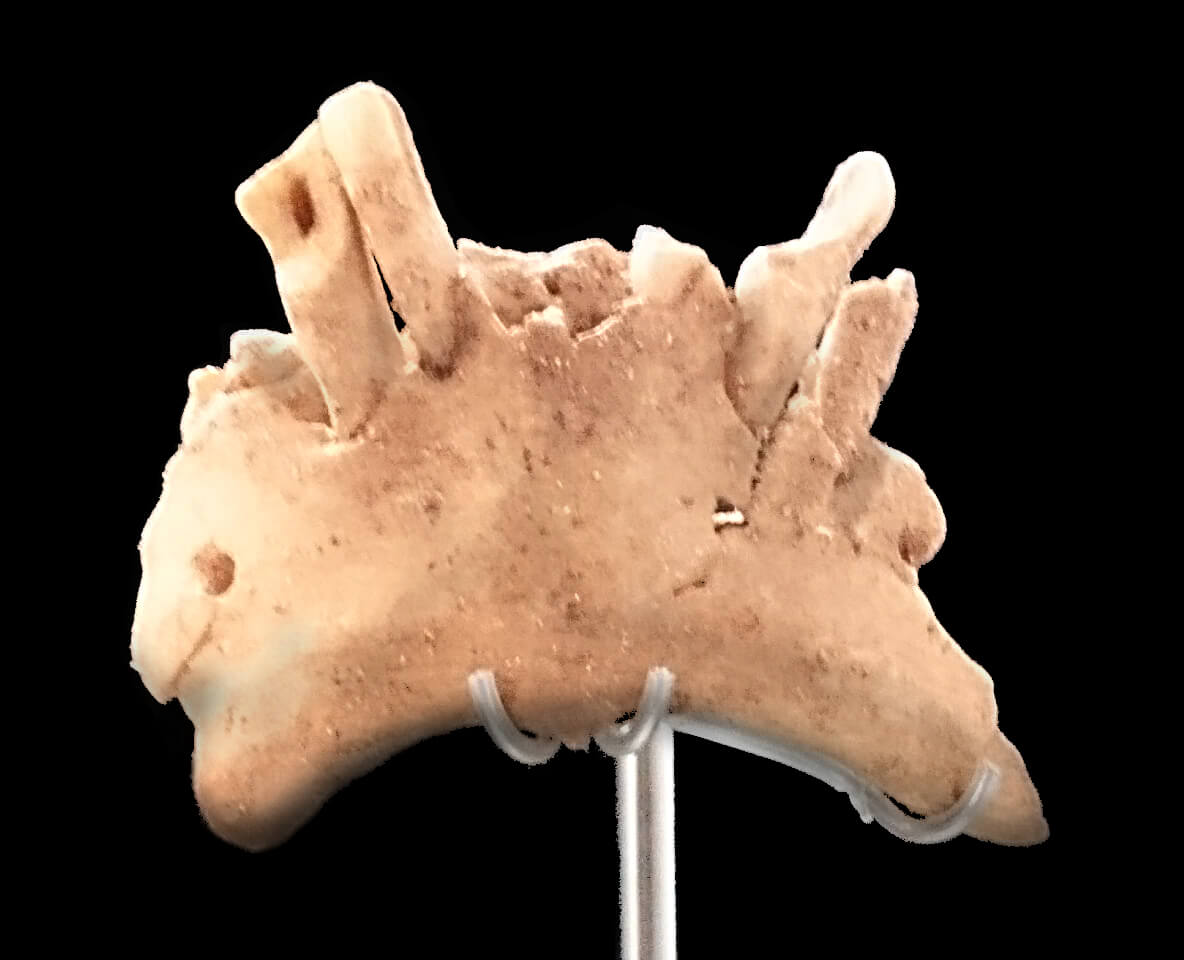
Le fragment de mandibule humaine de 1,22 Ma de la Sima del Elefante, exposé au musée de l'Évolution humaine de Burgos, un des plus anciens restes humains d'Europe de l'ouest.

## Patrimoine mondial
Le site a été inscrit au Patrimoine mondial de l'Unesco en 2000.